# Sofia Stålne
Ej att förväxla med träningsexperten Sofia Åhman (född 1971)
Sofia Charlotta Amanda Stålne, ogift Åhman, född 9 februari 1989 i Hammarby församling, Stockholms län, är en svensk fotbollsspelare. Hon började sin fotbollskarriär under födelsenamnet Sofia Åhman och har bland annat varit fotbollsmålvakt i IF Brommapojkarna. Hon har spelat landskamper på flicknivå.

## Klubbar
- IF Brommapojkarna 2011-2013
- Djurgårdens IF Dam 2006-2011
- Byttorps IF 2005-2006
- IF Brommapojkarna 2001-2005
- Bollstanäs SK (moderklubb)